# Anthea Benton
Anthea Benton es una directora británica de comerciales de televisión y vídeos musicales, conocida por sus anuncios para Stella Artois y Levi's.
Comenzó su carrera como diseñadora de moda, y se trasladó a la dirección en 1982 como la mitad del dúo director Vaughan y Anthea (con Vaughan Arnell).
Los dos trabajaron por más de una década, inicialmente concentrándose en vídeos musicales, haciendo un número de promos memorables en el floreciente campo incluyendo "You Spin Me Round (Like a Record)" de Dead or Alive, "Space Cowboy" de Jamiroquai, "Back for Good" de Take That, Snow on the Sahara" de Anggun y "Fastlove" de George Michael. En 1992, el dúo se movió a los comerciales, creando el comercial del DJ de Wrangler, el primer anuncio europeo en incluir cultura urbana negra juvenil. Los comerciales del dúo ganaron un gran número de premios, con Creek de Levi's tomando dos prestigiosos premios D&AD por mejor dirección y mejor comercial. Su trabajo para Stella Artois lanzó el distintivo estilo de las marcas de honrar el cine europeo, con su alusión a Jean de Florette. Su segundo anuncio para Stella Les Nouvelles Chaussures ganó el premio D&AD de ese año por mejor dirección.
Su trabajo era definido por dirección de arte fuerte, un conocimiento para la moda y una habilidad para ajustar tendencias, especialmente en términos de música usada. Para Planet de Levi's el dúo seleccionó una pequeña pista escuchada llamada Spaceman de Babylon Zoo. La pista llegó a vender más de 418,000 copias en una semana, un récord al tiempo, propulsándolo al número uno en el UK singles chart.
En 1996 el dúo decidió separarse, com ambos continuando dirigir comerciales y vídeos musicales. Anthea fue a dirigir comerciales para marcas incluyendo Sony, T-Mobile, Audi, Levi's, Peugeot, Adidas, Hyundai y Barclaycard.
En 2004 Anthea Benton se unió a Believe Media. Ella continúa dirigiendo trabajos aclamados, recientemente trabajando con las actrices Anna Friel y Keeley Hawes en comerciales para Pantene y Boots No7 respectivamente. Incluida en la lista de la revista Shots de las 100 personas creativas, Anthea está actualmente trabajando en su primer guion de presentación.
- Datos: Q4771487